# Rob Marshall (rendező)
Robert Doyle Marshall Jr. (Madison, 1960. október 17. –) négyszeres Primetime Emmy-díjas amerikai film- és színházi rendező, koreográfus.
Legismertebb és kritikailag legsikeresebb rendezése a Chicago című musical 2002-ben bemutatott filmváltozata volt. Legjobb rendező kategóriában Oscar-, BAFTA- és Golden Globe-díjakra jelölték.
Egyéb rendezései közé tartozik az Egy gésa emlékiratai (2005), a Kilenc (2009), A Karib-tenger kalózai: Ismeretlen vizeken (2011), a Vadregény (2014) és a Mary Poppins visszatér (2018).

## Magánélete
2007 óta New Yorkban él párjával, John DeLuca producerrel. 2004-ben vásároltak egy 4,2 millió dolláros nyaralót a New York-i Sagaponackban (Hamptons).

## Filmográfia

### Film
| Év   | Magyar cím                                 | Eredeti cím                                                      | Feladatkör | Feladatkör | Feladatkör  | Megjegyzések                          |
| Év   | Magyar cím                                 | Eredeti cím                                                      | Rendező    | Producer   | Koreográfus | Megjegyzések                          |
| ---- | ------------------------------------------ | ---------------------------------------------------------------- | ---------- | ---------- | ----------- | ------------------------------------- |
| 2002 | Chicago                                    | Chicago                                                          | Igen       | Nem        | Igen        |                                       |
| 2005 | Egy gésa emlékiratai                       | Memoirs of a Geisha                                              | Igen       | Nem        | Nem         |                                       |
| 2009 | Kilenc                                     | Nine                                                             | Igen       | Igen       | Igen        |                                       |
| 2011 | A Karib-tenger kalózai: Ismeretlen vizeken | Pirates of the Caribbean: On Stranger Tides                      | Igen       | Nem        | Nem         |                                       |
| 2014 | Vadregény                                  | Into the Woods                                                   | Igen       | Igen       | Nem         | musical stager                        |
| 2014 |                                            | Chicago in the Spotlight: A Retrospective with the Cast and Crew | Igen       | Nem        | Nem         | dokumentumfilm a Chicago készítéséről |
| 2018 | Mary Poppins visszatér                     | Mary Poppins Returns                                             | Igen       | Igen       | Igen        | forgatókönyvíró (alapsztori)          |
| 2023 | A kis hableány                             | The Little Mermaid                                               | Igen       | Igen       | Nem         |                                       |

### Televízió
| Év   | Magyar cím     | Eredeti cím                                                     | Feladatkör | Feladatkör  | Feladatkör      | Megjegyzések                         |
| Év   | Magyar cím     | Eredeti cím                                                     | Rendező    | Koreográfus | Vezető Producer | Megjegyzések                         |
| ---- | -------------- | --------------------------------------------------------------- | ---------- | ----------- | --------------- | ------------------------------------ |
| 1995 |                | Victor/Victoria                                                 | Nem        | Igen        | Nem             | tévéfilm                             |
| 1996 | Télanyó        | Mrs. Santa Claus                                                | Nem        | Igen        | Nem             | tévéfilm                             |
| 1997 | Hamupipőke     | Rodgers and Hammerstein's Cinderella                            | Nem        | Igen        | Nem             | - tévéfilm - musical stager          |
| 1999 | Annie          | Annie                                                           | Igen       | Igen        | Nem             | tévéfilm                             |
| 2001 |                | The Kennedy Center Honors: A Celebration of the Performing Arts | Igen       | Nem         | Nem             | különkiadás                          |
| 2006 |                | Tony Bennett: An American Classic                               | Igen       | Igen        | Igen            | különkiadás                          |
| 2013 | 85. Oscar-gála | 85th Academy Awards                                             | Nem        | Igen        | Nem             | különkiadás "All that Jazz" szegmens |

## Fordítás
- Ez a szócikk részben vagy egészben  a   Rob Marshall című angol Wikipédia-szócikk fordításán alapul.  Az eredeti cikk szerkesztőit annak laptörténete sorolja fel. Ez a jelzés csupán a megfogalmazás eredetét és a szerzői jogokat jelzi, nem szolgál a cikkben szereplő információk forrásmegjelöléseként.